# مولن‌هوک
مولن‌هوک (به هلندی: Molenhoek) یک منطقهٔ مسکونی در هلند است که در Heumen واقع شده‌است. مولن‌هوک ۳٬۶۵۹ نفر جمعیت دارد.

## نگارخانه

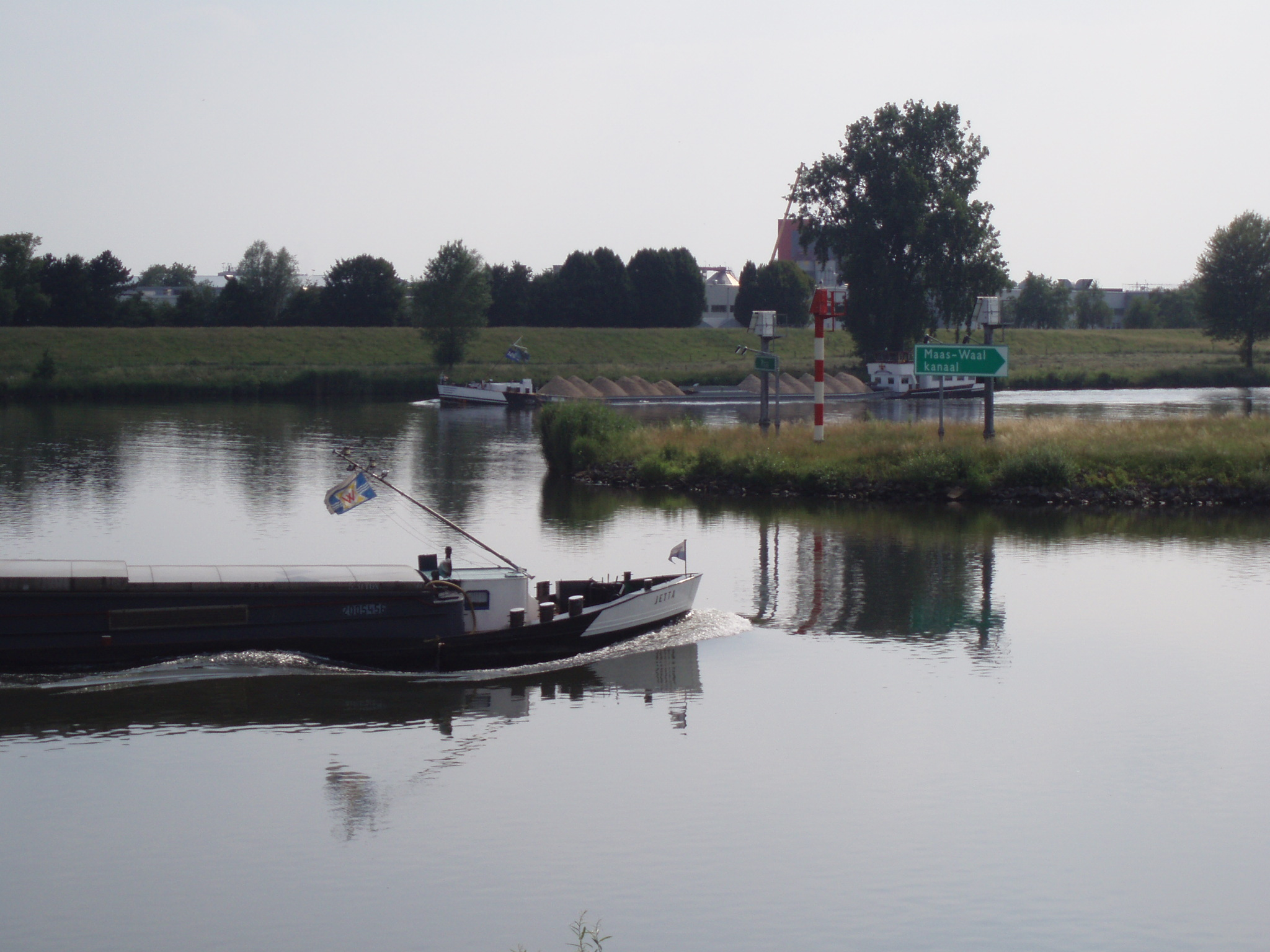
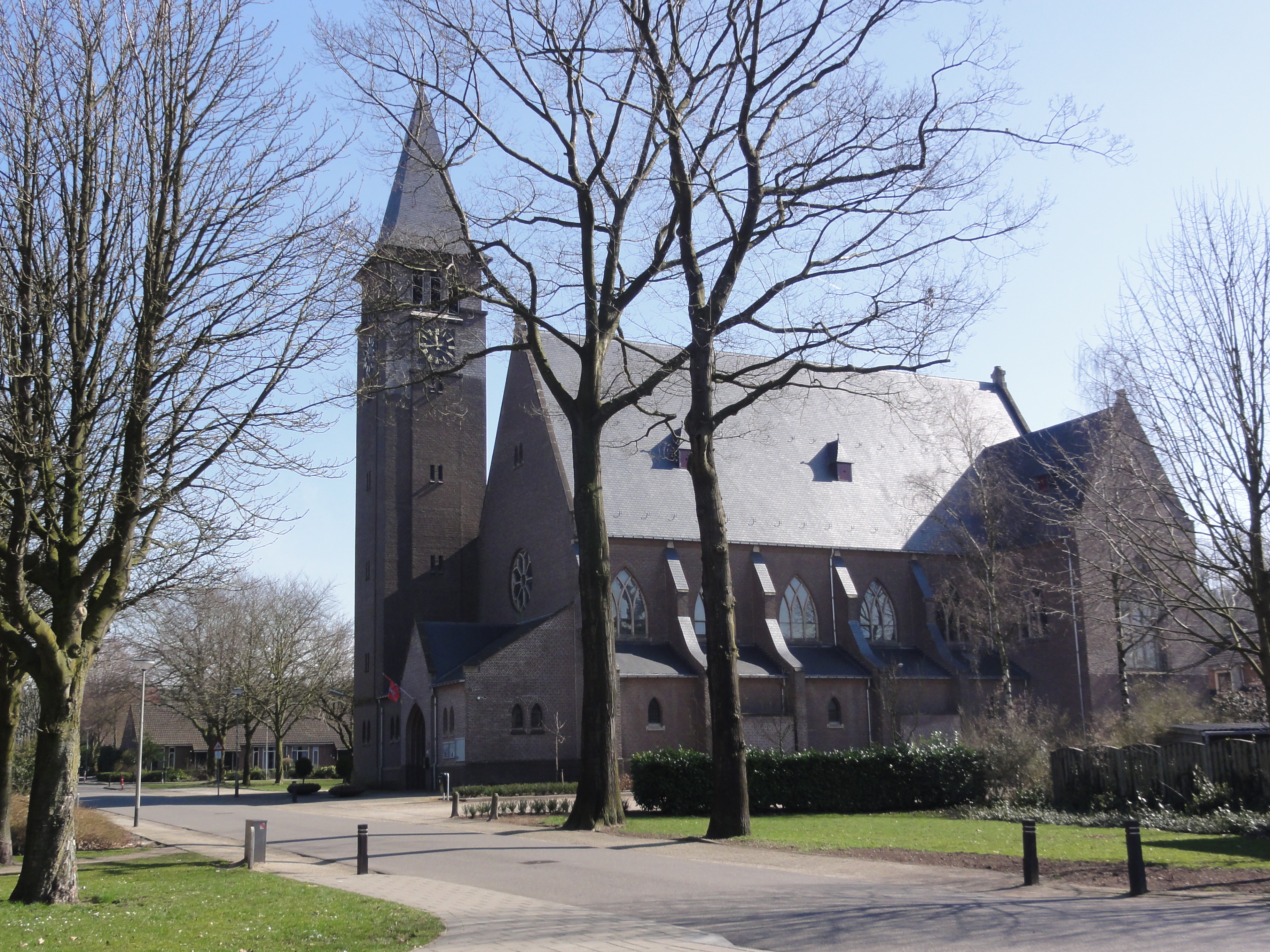
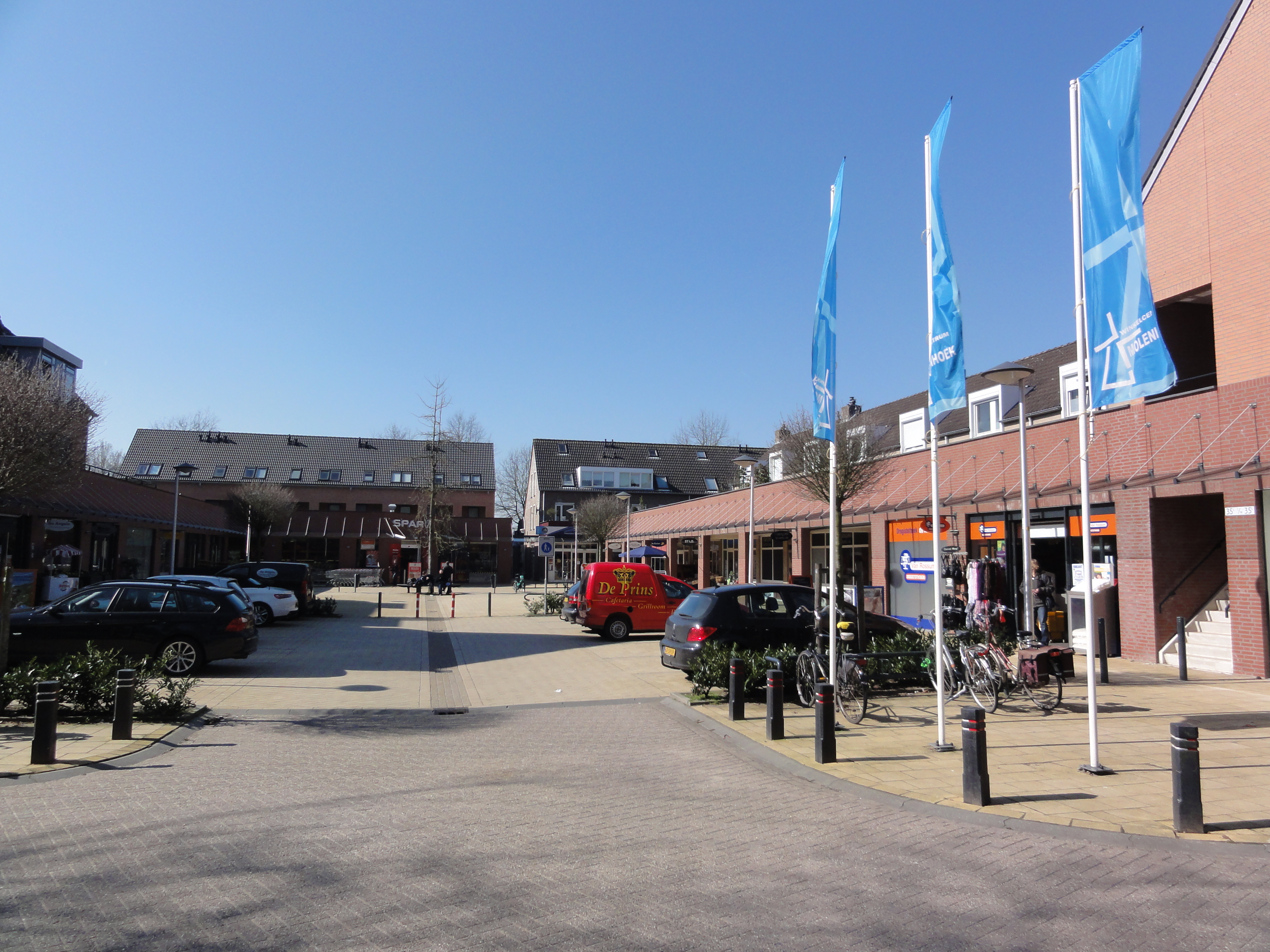